# 山田麻莉奈
山田 麻莉奈（やまだ まりな、1995年3月24日 - ）は、日本の女性声優、アイドル。ギルドロップスのメンバーであり、HKT48、Kleissisの元メンバー。福岡県久留米市出身。

## 経歴
2012年、福岡県立久留米筑水高等学校3年在学中にHKT48第2期生オーディションに合格し、アイドルとして活動を始める。
またアイドル活動と並行しつつ代々木アニメーション学院福岡校声優科に通い、2018年3月に卒業した。
同年4月19日の卒業公演をもってHKT48としての活動を終了した。
同年4月26日より、クロコダイルに所属し声優・アイドルとしての活動を開始。同年7月放送の『邪神ちゃんドロップキック』で声優デビュー。
同年10月9日、出身地である久留米市の「くるめふるさと大使」に就任することが発表された。
2018年6月、声優ユニット「ギルドロップス」の追加メンバーになる。さらに同年7月には、ゲーム『アルカ・ラスト 終わる世界と歌姫の果実』瑠璃川サユキ役に抜擢され、声優ユニット「Kleissis」のメンバーとしても活動を開始する。
2025年5月31日、クロコダイルを退所。

## 人物
- 幼いころよりアニメ好きで、それをきっかけとして「歌って踊れる声優さん」を志す。最初に見た深夜アニメは『ひぐらしのなく頃に』で、最初に憧れた声優は自身より年下だが、小倉唯である[6]。
- 書道は中等科師範の資格を持つ。

## 出演
太字はメインキャラクター。

### テレビアニメ
2018年
- キラッとプリ☆チャン（2018年 - 2020年、オレンジガールズ）
- 邪神ちゃんドロップキック（2018年 - 2023年、ボンディ店員、ぴの、魔獣11、四郎の妹） - 4シリーズ + 特別編

2019年
- 雨色ココア sideG（マリナ）
- 五等分の花嫁（女子）
- シーサイド荘のアクアっ娘（ナイアス）
- ねこねこ日本史（姉、浪人A、早良親王）
- BEM（マアヤ）

2020年
- 本好きの下剋上 司書になるためには手段を選んでいられません（孤児）
- ド級編隊エグゼロス（夕奈）

2021年
- さよなら私のクラマー（宮坂真琴）
- 精霊幻想記（女子生徒B、シャルルの妻）
- 終末のハーレム（2021年 - 2022年、女性看護師B、職員A、汐音の友達、女性A、女性職員B 他）

2022年
- 彗星のフロイライン（ミズキ）
- 理系が恋に落ちたので証明してみた。r=1-sinθ（藤原翠雨）
- ヒロインたるもの!〜嫌われヒロインと内緒のお仕事〜（涼海さほ、辻）
- 阿波連さんははかれない（2022年 - 2025年、美術教師、妹の友人） - 2シリーズ
- BanG Dream! Morfonication（同級生B）

2023年
- 好きな子がめがねを忘れた（女子生徒）
- 冒険者になりたいと都に出て行った娘がSランクになってた

2025年
- BanG Dream! Ave Mujica（観客E、バイトA、タレントA、女子高生B、役者A）

### 劇場アニメ
- ぼくらの7日間戦争（2019年、カップル女）
- 映画 さよなら私のクラマー ファーストタッチ（2021年、川口GK）

### Webアニメ
- 中卒労働者から始める高校生活（2018年、逢澤莉央[24]）

### ゲーム
2018年
- ファントムミラー（青雉）
- Q&Qアンサーズ（オセロ）
- 天華百剣（姫鶴一文字）

2019年
- ソフィア・コネクタ（アイリス）
- アルカ・ラスト 終わる世界と歌姫の果実（2019年 - 、瑠璃川サユキ）

2020年
- ヴィーナススクランブル（アプロ）
- 邪神ちゃんドロップキック 〜神保町放置大作戦〜（ぴの）
- モンスターストライク（2020年 - 2022年、三日月宗近、カドゥケウス・ロッド〈姉〉）
- マギアレコード 魔法少女まどか☆マギカ外伝（2020年 - 2022年、青葉ちか）
- 野生少女（クイーン）
- アンジュ・ヴィエルジュ～ガールズバトル～（扶瀬みちる）
- ワールドフリッパー（マイヒメ）

2021年
- アストラ・テイル〜愛と絆の物語〜（ルル）
- アズールレーン（グレミャーシュチ）
- 蒼藍の誓い ブルーオース（トレント、大鳳）
- 邪神ちゃんドロップキックねばねばウォーズ（ぴの）
- パズルガールズ（グラーフ・ツェッペリン、ハナ、ダミー）
- 22/7 音楽の時間（阿久津かすか）
- きららファンタジア（2021年 - 2022年、エニシダ）

2022年
- Tokyo 7th シスターズ（朝凪シオネ）
- クラッシュフィーバー（アルキメデス）
- 誓約少女 〜祝砲の元に集いし戦姫たち〜（ワシントン、グローウォーム）

2023年
- コインムスメ（マーブレックス）
- アンジュ・リリンク（ナクル・クルルシファー）

2024年
- 制服カノジョ（仁田原夢羽）
- 逆転オセロニア（エリス）
- 悪役令嬢は隣国の王太子に溺愛される（アイシラ）
- 制服カノジョ まよいごエンゲージ（仁田原夢羽）
- アッシュエコーズ（プリス）
- さくらいろテトラプリズム（沢渡秋歩）

2025年
- 制服カノジョ2（仁田原夢羽）

### デジタルコミック
- 【急募】猜疑王の契約王妃（※短期のお仕事です）（2023年、エステラ）[46]
- 幸運王子と不運令嬢が相殺結婚したら溺愛が始まりました（2024年、オリーヴ・メイシー[47]）

### オーディオドラマ
- 神童勇者とメイドおねえさん（2020年、フェイナ[48]）
- ここからはオトナの時間です（2024年、西先輩[49]）

### ドラマCD
- ミリオンドール 第6巻付属ドラマCD「ミリオンドールnextbeat」（2020年、クルクルメイツ〈地方アイドル〉）

### 吹き替え
- アヴリルと奇妙な世界（2019年、アヴリル〈マリオン・コティヤール〉）
- スノーホワイト 白雪姫と7人のドワーフ（ドイツ語版）（2022年、白雪姫〈ティジャン・マレイ（ドイツ語版）〉）

### テレビ番組
- どっぷりアプリ（2018年10月4日 - 2021年9月28日、BS11） - アシスタントMC
- ＜ジャパコンProject＞『ギルドフレンズ～飯田里穂の！世界へ？本気です！～』（2018年 - 2021年3月19日、BSフジ） - ギルドロップスとして出演
- エイコーさん＜フジテレビからの！＞（2019年1月10日 - 6月20日 、フジテレビ）[50] - アシスタント
- 行列たまご（2019年7月1日 - 12月23日、チバテレ）[51] - アシスタント
- サンド道楽（2021年4月4日 - 、BSフジ） - ナレーション
- ＜ジャパコンProject＞『お尋ねギルドロップス』（2021年4月16日 - 、BSフジ） - ギルドロップスとして出演

### ラジオ
- ココ☆ロコ クロコダイル（2019年 - 、西日本放送）[52]
- 山田麻莉奈のかしこまりり!（2019年10月 - 2020年3月、RKBラジオ・SBCラジオ・ニコニコ動画※）

### 舞台
- SPECTACLE STAGE「W'z《ウィズ》」（2019年4月10日 - 14日、シアターサンモール） - ハルカ（土佐堀遥） 役
- 朗読公演「こんなはなし。～星新一のはなし～」（2019年8月2日 - 4日、北沢タウンホール）
- 朗読劇 リップシルド（2021年4月17日、六本木バードランド）[53]
- 舞台版 『マーダー☆ミステリー 〜探偵・斑目瑞男の事件簿〜』（2021年12月5日、浅草花劇場） - 小説家 猿渡薫 役
- 北原白秋没後80年 NHKオリジナル朗読劇「白秋転生奇譚」（2022年2月20日、柳川市民文化会館 白秋ホール） - サヤコ 役[54]
- Girls Reading theater「童話シリーズ」GW Special（2022年5月3日 - 5日、浅草花劇場）[55]
- キミに贈る朗読会 「STARMARIEの声と妄想の世界」 Vol.4（2022年9月10日 - 11日、MsmileBOX渋谷[56]）
- キミに贈る朗読会「VOICEinBOX～声優さん、出番です～」 Vol.3（2023年5月28日、MsmileBOX渋谷[57]）
- 朗読劇「異世界転生したら大恐竜時代でオワタ。〜氷河期で奮闘編〜」（2023年6月29日・7月2日、コフレリオ新宿シアター）[58]
- キミに贈る朗読会「記憶の森とルミナストレイン」（2023年10月8日、MsmileBOX渋谷[59]）
- 音楽朗読劇「美男ペコパンと悪魔」（2023年12月21日・23日、R'sアートコート）[60]
- キミに贈る朗読会「ゴカンッ！」（2024年7月6日 - 7日、MsmileBOX渋谷[61]）
- eeo Stage reading 朗読劇「はなしぐれ」（2025年1月9日 - 13日、CBGKシブゲキ!!） - 南野マリア 役[62]
- 舞台「魔法少女育成計画 F2P the STAGE～First Chapter～」（2025年2月6日 - 10日、博品館劇場） - エイミー 役[63]

### インターネット番組
- 山田麻莉奈のやってないこと全部やる。（2021年 - 、ニコニコ生放送）[64]

### CM
特記なき場合はナレーション。
- 東洋レコーディング（2020年7月 - ）テレビCM
- NANIRO（2023年8月 - ）

### 映像商品
- Tokyo 7th シスターズ Live Tokyo-7th FESTIVAL in Ryogoku Kokugikan（2022年11月）[65]

### その他
- 七星のスバル オフィシャルアンバサダー
- 香川ファイブアローズ オフィシャルアンバサダー（2018-2019シーズンより）
- サークルRaRoの音声作品『桜木学園癒し部〜2年A組・佐々木絵空。文学少女の耳奥癒し〜』 - 佐々木絵空 役[66]
- 十五少女（2021年、猫山シヲン[67]）

## 書籍

### 写真集
- まりり（2019年5月23日、コスミック出版、撮影：尾形正茂）ISBN 978-4774791845
- まりりと一緒（2020年7月20日、コスミック出版）ISBN 978-4774738321
- まりりのとなり。（2021年12月24日、コスミック出版、撮影：尾形正茂）ISBN 978-4774792514

## ディスコグラフィ

### キャラクターソング
| 発売日        | 商品名                                     | 歌                                                                       | 楽曲                                               | 備考                                           |
| ------------- | ------------------------------------------ | ------------------------------------------------------------------------ | -------------------------------------------------- | ---------------------------------------------- |
| 2019年6月25日 | フォーリンポップ                           | フォーリンポップ                                                         | 「Fallen POP」 「Fallen Stars」                    | テレビアニメ『邪神ちゃんドロップキック』関連曲 |
| 2021年7月21日 | 百華繚乱 参                                | 愛染国俊（佐藤あずさ）、石田切込正宗（北野更）、姫鶴一文字（山田麻莉奈） | 「雨映す夢現つ」                                   | ゲーム『天華百剣 -斬-』関連曲                  |
| 2022年8月23日 | Starlight☆Asterism!!!/Reach for the Meteor | Asterline                                                                | 「Starlight☆Asterism!!!」 「Reach for the Meteor」 | ゲーム『Tokyo 7th シスターズ』関連曲           |
| 2023年2月14日 | Startrail                                  | Asterline                                                                | 「Magic hour」 「SERENDIPITY」 「Time Machine」    | ゲーム『Tokyo 7th シスターズ』関連曲           |

### HKT48での参加楽曲

#### シングル
HKT48名義
- 「スキ!スキ!スキップ!」に収録
  - 片思いの唐揚げ - あまくち姫名義
- 「メロンジュース」に収録
  - 希望の海流 - あまくち姫名義
- 「桜、みんなで食べた」に収録
  - 既読スルー - Team H名義
- 「控えめI love you !」に収録
  - アイドルの王者 - Team H名義
- 「12秒」に収録
  - ロックだよ、人生は…
  - カメレオン女子高生 - Team H名義
- 「しぇからしか!」に収録
  - Buddy - Team H名義
  - 恋の指先
- 「74億分の1の君へ」に収録
  - 図々しさを貸してちょうだい - ダイヤモンドガールズ名義
- 「最高かよ」に収録
  - 夜空の月を飲み込もう - Team H名義
- 「バグっていいじゃん」に収録
  - キスが遠すぎるよ - ダイヤモンドガールズ名義
  - HKT48ファミリー
- 「キスは待つしかないのでしょうか?」に収録
  - ぐにゃっと曲がった - ダイヤモンドガールズ名義

#### アルバムCD選抜曲

##### HKT48
- 「092」に収録
  - 僕らのStand By Me - 2期生名義

#### 劇場公演ユニット曲

##### HKT48 研究生「PARTYが始まるよ」公演
- スカート、ひらり
- 星の温度

##### HKT48 研究生「脳内パラダイス」公演
- ほねほねワルツ
- くるくるぱー

##### HKT48 ひまわり組「パジャマドライブ」公演
- 天使のしっぽ
- てもでもの涙

##### チームH 2nd Stage「青春ガールズ」公演
- 雨の動物園

##### チームH 3rd Stage「最終ベルが鳴る」公演
- 初恋泥棒
- 20人姉妹の歌

##### HKT48 ひまわり組「ただいま　恋愛中」公演
- 春が来るまで